# Gypona discicollis
Gypona discicollis är en insektsart som beskrevs av Carl Stål 1862. Gypona discicollis ingår i släktet Gypona och familjen dvärgstritar. Inga underarter finns listade i Catalogue of Life.